# Farscape
Farscape ist der Name einer australischen Science-Fiction-Fernsehserie, die in den Jahren 1999 bis 2004 von The Jim Henson Company und Hallmark Entertainment produziert wurde. Die Pilotfolge wurde zunächst für das Sendernetz Nine Network hergestellt, die spätere Serie dann für den amerikanischen SciFi-Channel produziert. Ursprünglich für fünf Staffeln geplant, wurde sie überraschend nach der vierten Staffel abgesetzt, jedoch nach weltweitem Protest von Fans durch eine Miniserie inhaltlich zu einem Ende gebracht.
Für die Masken und Animatronik der Außerirdischen zeichnete größtenteils Jim Henson’s Creature Shop verantwortlich.

## Handlung
Der junge amerikanische Wissenschaftler und frischgebackene Astronaut John Crichton gerät durch sein Experiment in einen weit entfernten Bereich des Universums, mitten hinein in einen Gefangenenausbruch. Schon bald wird ihm klar, dass die Peacekeeper (engl. für „Friedenshüter“) nicht das sind, was ihr Name vermuten lässt, und er wird auch schon bald von ihnen gejagt. Er flieht mit dem Rest der nun befreiten Häftlinge an Bord des biomechanoiden Gefangenentransport-Raumschiffes Moya in die Unerforschten Territorien auf der Suche nach einem Weg zurück zur Erde.

### Pilotfolge
John ist sehr erstaunt, als sein Experiment ihn mit seiner Raumfähre Farscape Eins durch ein Wurmloch in einen weit entfernten Bereich des Universums katapultiert. Er gerät in eine Auseinandersetzung zwischen Peacekeepern und auf der Flucht befindlichen Sträflingen. Beim unkontrollierten Wiedereintritt in den Raum streift er einen Jagdflieger, der daraufhin an einem Asteroiden zerschellt, und verursacht so den Tod des Bruders von Captain Bialar Crais. Er wird von den Flüchtlingen an Bord des Transporters geholt, der sich als ein bio-mechanoides Lebewesen namens Moya entpuppt. An Bord befinden sich der luxanische Krieger Ka D’Argo, die delvianische Priesterin Pa’u Zhoto Zhaan und der Hynerianer Rygel XVI.
Als der Transporter, ein sogenannter Leviathan, mit seinem tintenfischartigen Piloten, der als Mittler zwischen Schiff und Crew auftritt, zur Stellarbeschleunigung aufbricht, wird die Peacekeeperin Aeryn Sun mitgeschleift und landet an Bord zusammen mit John in einer Zelle. Nachdem sie sich und John befreit hat, verständigt sie Crais. Auf einem Handelsplaneten wird Aeryn jedoch von ihm als „dauerhaft kontaminiert“ eingestuft, verliert ihren bisherigen Status als Peacekeeperin und flüchtet ebenfalls an Bord von Moya.

### Staffel 1
Die erste Staffel handelt hauptsächlich von der Flucht der Besatzung von Moya vor Crais, der sich an John für den Tod seines Bruders rächen will. Die Geschichte behandelt in Einzelepisoden die unterschiedlichen Figuren und die Eigenarten des noch unbekannten Universums, in das es John Crichton verschlagen hat.
In der zweiten Hälfte der Staffel schließt sich Chiana, eine Nebari, der Crew an, nachdem ein weiterer Nebari sie als Gefangene auf Moya gebracht hatte.
Scheinbar schafft es Crichton durch ein anderes Wurmloch wieder zurück zur Erde, muss aber feststellen, dass das Szenario seiner Rückkehr aus seinen eigenen Erinnerungen von einer alten heimatlosen Rasse gebildet wurde. Diese Rasse pflanzt ihm dabei das Wissen über Wurmlöcher ein, was er erst Monate später erfährt.
Zur Überraschung aller ist ihr Raumschiff Moya schwanger und bringt gegen Ende der Staffel einen Nachkommen zur Welt, der – anders als alle anderen Leviathane – mit Waffen ausgestattet ist. Aeryn Sun benennt das neue Schiff nach ihrem Vater Talyn.
Mit Scorpius, der gegen Ende der Staffel seinen ersten Auftritt hat, bekommt Crichton einen neuen skrupellosen Verfolger. Scorpius kann Crichton gefangen nehmen und stößt bei seiner Folterung zufällig auf das versteckte Wissen über die Wurmlochtechnologie. Dieses versucht er durch einen „mentalen Klon“ seiner selbst, erzeugt durch einen Neurochip in Crichtons Gehirn, aus seinem Gedächtnis zu extrahieren.
Von Scorpius unter Druck gesetzt, muss auch Crais mit Konsequenzen wegen seiner persönlich motivierten Verfolgung von Crichton rechnen.

### Staffel 2
Crais entwickelt ein zunehmendes Interesse für Talyn, was damit endet, dass er eine neurale Verbindung mit dem Leviathan eingeht und mit ihm wegfliegt.
Crichton wird weiterhin von Scorpius gejagt, der auf die Wurmlochtechnologie aus ist. Sein „mentaler Klon“ tritt immer häufiger in Erscheinung, den John fortan „Harvey“ nennt – nach der Figur des Hasen Harvey aus Mein Freund Harvey. Harvey gewinnt dabei zunehmend die Kontrolle über Crichton, bis er diesen letztlich auch körperlich übernehmen kann.
Die Crew von Moya wächst anfänglich weiter zusammen. D’Argo und Chiana kommen sich näher, während Crichton und Aeryn mit ihren eigenen Gefühlen kämpfen. Auch Zhaan findet in Stark, der zusammen mit John in Scorpius Gefangenschaft war, einen Vertrauten. Sie begegnen den Scarranern, einer grausamen, machthungrigen Rasse, die wesentlich gefährlicher als die Peacekeeper sind.
Zunehmend spaltet sich die Crew wieder, als es darum geht, wie es weiter gehen soll: Sollen sie nach Talyn suchen, D’Argos versklavten Sohn retten oder so weit wie möglich vor Scorpius fliehen?
Sie beschließen, D’Argos Sohn Jothee zu retten und zunächst die Mittel dafür zu beschaffen, indem sie ein Schattendepot überfallen, wo andere Verbrecher ihr Vermögen lagern. Ihrem erfolgreichen Raubzug folgt die Ernüchterung, als sich ihre Beute als metall-fressende Spinnentiere entpuppen, die Moya langsam auffressen. Als letzte Rettung entzünden sie im gesamten Schiff ein Feuer, das sie der Spinnen entledigt, Moya aber schwer beschädigt. Auf ihren Hilferuf kehrt auch Talyn mit Crais wieder zurück.
Als Crichton immer mehr die Kontrolle über sich selbst verliert, stellt er sich Scorpius zum Tausch für die Sklaven, unter anderem auch D’Argos Sohn, in der Hoffnung, dass er den Neurochip entfernt. Allerdings rettet ihn die Crew der Moya vor dem Eingriff, der ihn mit Sicherheit getötet hätte, und sie begeben sich zu einem Eisplaneten, wo ein Diagnosianer sowohl Crichton als auch die ausgebrannte Moya heilen kann. Doch vor diesem Eingriff übernimmt der Neurochip zeitweise die vollständige Kontrolle über Crichton. Er sendet ein Signal an Scorpius und tötet Aeryn.
Bei seiner Behandlung kann der Neurochip entfernt werden, beschädigt aber das Sprachzentrum. Während der Behandlung trifft Scorpius auf dem Planeten ein. Er nimmt den Neurochip an sich, lässt Crichton aber in seinem Zustand am Leben – als Rache für die Probleme, die er verursacht hat. Weiter bleibt ein Relikt von Harvey in Crichtons Kopf zurück, das nicht mehr die Kontrolle über ihn übernehmen kann, aber besonders mit dem Ratschlag zur Seite steht Selbstmord zu begehen, damit er nicht mehr in seinem Kopf gefangen ist.

### Staffel 3
Der Diagnosianer kann Crichton mit einer Gewebetransplantation von einem genetisch ähnlichen außerirdischen Spender heilen, jedoch ist Harvey weiterhin in seinem Kopf. Anders ist nun, dass John Kontrolle über Harvey hat, dessen wahre Loyalität aber stets fragwürdig bleibt. Aeryn kann durch Zhaan wiederbelebt werden, wofür sie jedoch einen Großteil ihrer Kräfte aufwenden muss.
Als Chiana von einer gemeinsamen, vollends geplanten Zukunft von D’Argo hört, flüchtet sie sich in eine Affäre mit Jothee, woraufhin alle Beziehungen zwischen ihnen zerbrechen und Jothee das Schiff verlässt.
Zhaan wird im Laufe der Geschichte immer schwächer, da sie nichts hat, aus dem sie neue Kraft schöpfen kann. Auf der Suche gerät Moya in die Nähe eines Wurmloches, wo sie mit einem anderen Raumschiff zu verschmelzen droht. Zhaan begibt sich auf das andere Schiff und steuert es weg von Moya in das Wurmloch. Während des Zwischenfalls erwachen die genetisch ähnlichen Spender, die sie vom Eisplaneten mitgenommen haben, wovon einer sofort stirbt. Die Überlebende Jool ist von ihrer neuen Umgebung auf Moya wenig begeistert. Da sie nicht weiß, wohin sie gehen könnte, bleibt sie an Bord.
Eine folgenschwere Begegnung mit einem sterbenden Leviathan, der von einem verrückten Wissenschaftler übernommen wurde, hat zur Folge, dass Crichton dupliziert wird und von nun an zwei identische John Crichton existieren. Auch ist die Crew von Moya durch ihre Taten inzwischen weit bekannt. Zu allem Unheil sind nun auch die Scarraner hinter Johns Wissen über die Wurmlochtechnologie her.
Als Crais und Talyn unverhofft bei Moya auftauchen, verfolgt von einer Flotte von Peacekeepern, entschließen sie sich, sich aufzuteilen: Crais, Aeryn, Rygel, Stark und einer der Crichtons lenken mit Talyn die Peacekeeper von der schutzlosen Moya ab, während auf ihr der andere Crichton, D’Argo, Chiana und Jool zurückbleiben.
Während der Crichton auf Moya Aeryn vermisst und beginnt sich mit der Wurmlochtechnologie auseinanderzusetzen, entwickelt sich auf Talyn zwischen Aeryn und Crichton eine leidenschaftliche Beziehung. Diese Beziehung endet jedoch tragisch, als sich der Crichton opfern muss, damit die Wurmlochtechnologie nicht in die Hände der Scarraner fällt.
Aeryn trauert und zieht sich in sich zurück und beginnt, so hofft sie, mit dem toten Crichton zu sprechen. Stark, der sie dabei unterstützt, meint plötzlich, Zhaans Stimme zu hören und verlässt Talyn, um nach ihr zu suchen. Auch Talyn bereitet immer mehr Probleme, da er zwischen seiner Natur als friedlicher Leviathan und als kämpferisches Kriegsschiff hin- und hergerissen immer impulsiver und unkontrollierbarer wird.
Crais bringt Aeryn und Rygel zurück zu Moya, wo Aeryn dem verbliebenen Crichton aus dem Weg geht und sich auch dort immer weiter abkapselt. Mit dem gemeinsamen Ziel, ihrer Flucht vor Scorpius ein Ende zu setzen, kommen sie alle wieder zusammen. D’Argo und Rygel handeln mit Scorpius aus, dass sich Crichton seiner Forschung anschließen wird. So versuchen sie Crichton die Möglichkeit zu geben, die gesamte Forschung vor Ort zu sabotieren.
Als die Peacekeeper unter Kommandant Grayza Scorpius eröffnen, Frieden mit den Scarranern zu schließen und die Technologie in deren Hände zu legen, erkennen sie, dass sie das gesamte Projekt vernichten müssen. Crais und der mental instabile Talyn zerstören das Forschungsschiff, indem sie innerhalb des Schiffes auf Stellarbeschleunigung gehen. Beide überleben die Explosion nicht.
Während die trauernde Moya die Überreste von Talyn zu einem Leviathanfriedhof bringt, ist die Crew wieder über ihre weiteren Ziele zerrüttet. Während sich plötzlich die alte Noranti auf Moya befindet, beschließt Aeryn das Schiff zu verlassen und sich selbst auf die Jagd nach Peacekeepern zu begeben, da sie dem Überlebenden Crichton nicht mehr ins Gesicht sehen kann. Beide zerstreiten sich weiter, und als Crichton versucht, durch eine Münze das weitere Schicksal entscheiden zu lassen, verliert er und Aeryn verlässt das Schiff. Aus seiner Raumfähre beobachtet er, wie sie wegfliegt. Als er zu Moya zurückkehren will, wird diese plötzlich von einem Wurmloch verschlungen und er bleibt alleine auf dem Leviathanfriedhof zurück.

### Staffel 4
Crichton sitzt seit Tagen ohne Treibstoff auf dem Leviathanfriedhof in seiner Raumfähre und hofft, dass Moya zurückkehren wird. Stattdessen taucht ein anderer Leviathan namens Elack auf, der im Sterben liegt und zu seiner letzten Ruhe dorthin gekommen ist. Mit einem kleinen Schiff erreicht auch Sikuzo den Leviathan und versucht, sich vor ihren Verfolgern zu verstecken. Kurze Zeit später kommen auch Chiana und Rygel auf dem Leviathan an; beide wissen allerdings nicht, wo sich Moya aufhalten könnte. Stattdessen können sie Elack – entgegen seinem anfänglichen Widerstand – dazu bewegen, sie zu einem Planeten zu bringen. Dort machen sie Jool und D’Argo ausfindig und auch Moya befindet sich auf dem Weg zu diesem Planeten.
Noranti überbringt die schlechte Nachricht, dass sich auch die Peacekeeper in der Nähe aufhalten.
Nachdem alle Moya wieder erreicht haben, stellen sie zu ihrer aller Überraschung fest, dass sich Aeryn schon auf dem Schiff befindet; diese hat Scorpius mitgebracht und beschützt ihn vor Johns Rache. Schließlich erhält Scorpius auf Moya Asyl, wobei sein Motiv darin besteht, Crichton und sein Wissen über die Wurmlochtechnologie vor den Scarranern zu schützen. An Bord von Moya entwickeln er und Sikozu ein romantisches Verhältnis zueinander. Sie verlässt Moya zusammen mit ihm, als er von Bord geworfen wird.
John lernt, sein Wurmlochwissen zu kontrollieren und anzuwenden; er kann sich damit seinen größten Wunsch erfüllen, zurück zur Erde zu fliegen. Die ganze Besatzung der Moya folgt ihm. Sie sind somit die ersten bekannten Außerirdischen auf dem Planeten und stehen unter ständiger Bewachung, können sich jedoch relativ frei bewegen. Allerdings ist Crichton zunehmend enttäuscht von seinem Vater und ärgert sich über Versuche der US-Amerikaner, ihn auszuhorchen. Seine Warnungen vor den anderen, „bösen“ Außerirdischen finden kein Gehör. Er erkennt, dass alle Entscheidungsträger die Möglichkeiten der neuen, außerirdischen Technologien nur national nutzen wollen.
Als Aeryn von einem scarranischen Spion auf der Erde entführt wird, beschließt Crichton, die Erde wieder zu verlassen und nicht mehr zurückzukehren. Die Crew von Moya kann nicht nur Aeryn aus den Händen der Scarraner befreien, sondern auch ein Exemplar einer für die Scarraner überlebenswichtigen, nur an speziellen Standorten lebensfähigen Blume zerstören. Die Scarraner vermuten jedoch, dass diese Blume auf der Erde wachsen könnte. Der Crew von Moya bleibt nicht viel Zeit, um das Wurmloch zur Erde zu schließen. Moya selbst weigert sich, durch das Wurmloch zu fliegen, aber nur Pilot kann es exakt lokalisieren. Pilot trennt sich freiwillig von Moya und fliegt mit Crichton und Aeryn durch das Wurmloch und landet zunächst auf dem Mond. Dort ruft John seinen Vater an und schildert ihm die Situation. Er kann sich noch von ihm verabschieden, bevor das Wurmloch verschlossen wird.
Die Crew von Moya erholt sich auf einem unbewohnten Planeten, während Crichton Aeryn in einem Ruderboot einen Heiratsantrag macht. Sie werden dort von einem Raumschiff beschossen; dadurch werden Crichton und Aeryn kristallin, zersplittern vor den Augen der restlichen Crew und die Splitter versinken im Meer.

### Miniserie: The Peacekeeper Wars
Rygel sammelt alle Kristalle vom Grund des Ozeans auf, um aus ihnen die Körper von Aeryn und Crichton wieder zusammenzusetzen. Nach 60 Solartagen sind beide Körper wieder annähernd in ihrer Haltung vor der Kristallisierung rekonstruiert und werden wieder zum Leben erweckt.
Bei der Untersuchung von Aeryn müssen sie allerdings feststellen, dass Aeryn nicht mehr schwanger ist, da Rygel nicht alle Kristalle wieder rausgerückt hat. Stattdessen ist er jetzt mit Aeryns und Crichtons Baby schwanger, was bei keinem auf große Begeisterung stößt.
Der Planet war nicht unbewohnt und die Einheimischen wollten die Eindringlinge von Moya ausschalten, um ihre Präsenz geheim zu halten. Nachdem jedoch Crichton wiedererweckt wurde, erfährt Scorpius durch seinen mentalen Klon Harvey von dem Aufenthaltsort von Crichton. Aber auch die Scarraner erfahren, dass Crichton noch am Leben ist. Zwischenzeitlich ist zwischen den Scarranern und den Peacekeepern ein Krieg ausgebrochen. Und nun hoffen beide Seiten, dass sie endlich eine Waffe aus Johns Wurmlochwissen bauen können.
Die Scarraner überfallen den Planeten und töten jeden, den sie dort vorfinden. Auf der Flucht von dem Planeten opfert sich D’Argo für seine Freunde, um ihnen die Flucht zu ermöglichen.
Während der Kämpfe bringt Aeryn Johns Baby zur Welt.
Letztendlich baut John die Wurmlochwaffe, um beiden Seiten zu zeigen, dass diese in falschen Händen die Galaxis zerstören könnte. Der Krieg endet mit der Demonstration und der Zerstörung des Planeten, womit Crichton die Peacekeeper und die Scarraner zu einem Frieden zwingt.
Am Ende zeigt John seinem Kind das Universum, das seine Spielwiese sein wird.

## Figuren

### Crew von Moya
Moya wird als Leviathan bezeichnet, welche innerhalb der Serie riesige lebende Wesen sind, die sich im Weltraum bewegen können. Innerhalb ihrer Körper können sie eine Atmosphäre erhalten und eine Besatzung aufnehmen. Von Natur aus sind sie unbewaffnet, können sich aber durch eine Stellarbeschleunigung schnell in Sicherheit bringen. Damit eine Besatzung mit einem Leviathan kommunizieren kann, werden Piloten mit den Leviathanen verbunden. Als freier Leviathan geboren, wurde Moya von den Peacekeepern eingefangen und unter Kontrolle gehalten. Nach ihrer Befreiung ist sie ihrer neuen Besatzung ergeben und beschützt sie vor Schaden, allerdings auch nur zu ihren Bedingungen.

#### John Crichton
Der von der Erde stammende Astronaut John Crichton gerät zu Beginn der Geschichte bei einem Testflug unabsichtlich in einen fernen, ihm völlig unbekannten Teil der Galaxis. Dort gerät er mitten in einen Gefangenenaufstand auf dem biomechanoiden Raumschiff Moya. Bei seiner Ankunft rammt Crichton mit seinem Shuttle versehentlich den Abfangjäger eines Peacekeepers, der daraufhin an einem Asteroiden zerschellt. Der ältere Bruder des verunglückten Piloten ist der Peacekeeper-Captain Bialar Crais, der seit dem Unfall davon besessen ist, sich an Crichton für den Tod seines Bruders zu rächen. Crichton wird vorerst von den Flüchtenden auf der Moya gefangen genommen, da sie ihn wegen seines Äußeren für einen Peacekeeper halten. Da er nun selbst auf der Flucht vor dem blindwütigen Captain Crais ist, schließt sich Crichton bald der bunten Gruppe der Flüchtenden an.
John Crichton ist ein kluger, sarkastischer Draufgänger, der sich aber auch durch Großherzigkeit und Treue auszeichnet und seinen Teil dazu beiträgt, dass sich die zufällig zusammengefundenen Flüchtlinge zu einer echten Gemeinschaft entwickeln. Zuerst ist es sein alleiniges Ziel, auf irgendeine Weise wieder den Weg zur Erde zurückzufinden, doch wird er bald in den Sog der Ereignisse hereingezogen. Zu Anfang ist er als völlig unwissender Fremder noch der Außenseiter der Gruppe, doch durch seinen Einfallsreichtum und seine Unbefangenheit gelingt es ihm immer wieder, gefährliche Situationen zu lösen.
Während einer Folge wird er durch den Angriff eines Außerirdischen dupliziert, weshalb ab dem Moment zwei exakt identische Crichtons mit denselben Erinnerungen existieren, die erst ab ihrer Duplizierung eigene Erinnerungen hinzugewinnen. Als die Crew zwischenzeitlich getrennt wird und der eine Crichton und Aeryn sich näher kommen, stirbt dieser durch die Strahlenkrankheit, nachdem er eine Bombe entschärft hat. Durch die dramatischen Ereignisse um seinen Tod ist Aeryns Verhältnis zu dem anderen Crichton nach Wiedervereinigung der Crew zunächst gestört, jedoch finden sie nach einer Weile zusammen.

#### Aeryn Sun
Aeryn Sun ist zu Beginn der Serie noch eine Soldatin der Peacekeeper. Sie wird zusammen mit John Crichton von den Flüchtenden auf der Moya gefangengesetzt. Für ihren Befehlshaber Captain Crais gilt sie damit als „kontaminiert“, worauf sie sich notgedrungen darauf einlässt, sich den Flüchtlingen anzuschließen. Zwischen ihr und John Crichton entwickelt sich bald eine besondere Zuneigung. Am Ende der Serie bekommen sie einen gemeinsamen Sohn. Als streng erzogene Peacekeeper-Soldatin hat sie sich ein distanziertes und hartes Auftreten angewöhnt, doch nach anfänglichem Misstrauen wird sie ein wichtiges Mitglied der Moya-Crew und zeichnet sich neben ihrem militärischen Geschick vor allem auch durch Besonnenheit und Loyalität aus.

#### Rygel XVI.
Rygel XVI. (der Sechzehnte), ehemaliger „Dominar“ (eine Art Großherrscher) über 600 Milliarden Hynerianer, wurde von seinem Cousin verraten und von den Peacekeepern über 100 Jahre lang gefangen gehalten und gefoltert.
Er ist egoistisch, eigensinnig, geizig, respektlos, eingebildet und ängstlich. Die anderen Mitglieder der Moya-Crew nötigen ihn jedoch immer wieder dazu, sich über seine Charakterschwächen hinwegzusetzen und seine positiven Fähigkeiten zum Nutzen der Gruppe zum Einsatz zu bringen. Er ist ein guter Händler und in bestimmten Situationen auch ein sehr geschickter Diplomat, der manchmal noch überzeugend die Rolle des würdevollen Herrschers zu spielen vermag. Da er sehr alt ist, hat er bereits viel erlebt und besitzt eine gewisse Art der Weisheit, zeigt diese aber nur in den seltensten Fällen. In der gesamten Serie entwickelt Rygel sich am wenigsten. Seine Gefährten wachsen ihm allmählich ans Herz, weshalb er hin und wieder bereit ist, seinen Egoismus vorübergehend aufzugeben. Oft ist er aber auch nur deshalb zur Kooperation bereit, weil er, körperlich schwach und seines Herrscheramtes enthoben, fast immer auf die Hilfe der anderen angewiesen ist.

#### Ka D’Argo
Der Luxaner Ka D’Argo ist ein impulsiver und tapferer, dabei oft aber auch etwas kopfloser Krieger. Unschuldig verhaftet, sehnt er sich nach Rache für den Tod seiner Geliebten, für deren Tod er verantwortlich gemacht wurde. Er ist ebenfalls am Anfang noch misstrauisch seinen neuen Kameraden gegenüber und will am liebsten alles mit seinem riesigen Schwert erledigen, welches sich zu einer Energiewaffe umfunktionieren lässt. Er entwickelt sich jedoch zu einem treuen und opferbereiten Gefährten und wird später sogar zum Captain der Crew gewählt. Er ist der beste Freund von Crichton und beginnt eine wechselhafte Beziehung mit Chiana.
Er stirbt am Ende der Serie, als er seine Freunde auf der Flucht vor den Scarranern verteidigt.

#### Pilot
Pilot lebt mit Moya in Symbiose und dient als Schnittstelle zwischen ihr und ihrer Besatzung. Sein gesamter Unterkörper ist mit Moya verbunden und nimmt die Funktionen und die Gefühle von ihr wahr. Er selbst kann nicht mehr für lange Zeit von Moya getrennt überleben. So ist er gegenüber der Crew meistens voll ergeben, seine Loyalität gilt jedoch in erster Linie Moya.

#### Chiana
ab Staffel 1, Episode 15
Chiana kommt mehr zufällig an Bord, nachdem Moya einen Transporter rammte, auf dem sie in Gewahrsam war. Fortan bleibt sie mit an Bord bei den anderen Flüchtlingen und nutzt ihre diebischen Fähigkeiten, um vor allem auch ihre Ziele zu erreichen, aber auch um das Nötigste für die Crew zu beschaffen. Auf ihre widerspenstige Persönlichkeit bezogen ist auf sie in Gefahrensituationen nicht immer Verlass. Sie neigt immer eher das zu tun, was sie selbst für das Richtige hält oder wozu sie gerade Lust hat.
Sie geht mit D’Argo eine Beziehung ein, aus der sie allerdings flüchtet, als er ihr seine Zukunftspläne von einem gemeinsamen Leben eröffnet. Sie beginnt eine Affäre mit seinem Sohn Jothee, die die Beziehungen von allen drei nachhaltig zerstört und auch lange Zeit später noch zu Spannungen innerhalb der Crew führt.
Chiana entwickelt zwischenzeitlich seherische Fähigkeiten, die ihr Einblick in baldige Ereignisse geben, die sie jedoch nicht steuern und die sie auch kaum beeinflussen kann. Nach ihren Visionen verliert sie immer länger ihr Augenlicht, bis es nicht mehr zurückkehrt. Sie erhält daher neue Augen, die ihre Sicht wiederherstellen und es ihr ermöglichen, durch Hindernisse hindurch Energieströme zu sehen.

#### Pa’u Zotoh Zhaan
bis Staffel 3, Episode 4, Gastauftritte: Staffel 4
Zhaan gehört der Rasse der Delvianer an. Ihr Volk ist pflanzlichen Ursprungs und benötigt Licht und Erde, um sich zu versorgen. Sie selbst ist über 800 Jahre alt und war ursprünglich eine Priesterin bei ihrem Volk. Sie wurde wegen Mordes an einem Priester verurteilt, der sie dazu benutzte, das Volk zu verleiten.
Ihre Erfahrung mit ihresgleichen – Pflanzen – macht sie zu einer Heilerin, die anderen Wesen das Leben retten kann. Mit Stark findet sie auch ein Gegenüber, mit dem sie ihr spirituelles Wesen teilen kann.
Als Moya in der Nähe eines Wurmloches mit einem anderen Raumschiff zu verschmelzen droht, steuert sie das andere Schiff weg von Moya und verschwindet. Stark glaubt jedoch nicht, dass sie tot ist.

#### Stark
ab Staffel 1, Episode 19
Zunächst war Stark der Mithäftling von Crichton, der bereits länger von Scorpius auf dem Aurora-Stuhl gefoltert wurde und nach der Flucht auf Moya blieb. Mit seiner starken spirituellen Ausprägung versteht er sich besonders gut mit Zhaan und leidet zusehends, nachdem sie nicht mehr auf Moya ist.
Er besitzt die Fähigkeit, Lebewesen ihre Qualen erträglicher zu machen.

#### Joolushko Tunai Fenta Hovalis
ab Staffel 3, Episode 3, bis Staffel 4, Episode 3, Gastauftritte: Staffel 4, Miniserie
Sie befand sich zuvor mit ihren Cousins in Kryostase auf einem Eisplaneten der Diagnosianer. Dort wurde einer ihrer Cousins als Spender für Crichtons zerstörtes Sprachzentrum benutzt, da ihre Rasse genetisch mit den Menschen fast übereinstimmt. Um ihre Herkunft herauszufinden, werden sie und ihr verbleibender Cousin an Bord von Moya gebracht, wo beide bei einem Zwischenfall aus Versehen aufgeweckt werden und ihr Cousin sofort stirbt.
Sie war 22 Zyklen eingefroren und bleibt auf Moya, da sie zunächst nicht weiß, wo sie hingehen kann. Nach dem gleichzeitigen Opfer von Zhaan hat sie Probleme, von der Crew angenommen zu werden. Ständige Konflikte, bei denen sie unzähligen Angriffen ausgesetzt ist, bringen ihr Wissen über Biologie und Medizin zu Tage.
Sie verlässt die Crew wieder und bleibt bei den Priestern von Arnessk, um ihnen bei ihrem neuen Leben in diesem Universum zu helfen. Sie stirbt bei dem Angriff der Scarraner auf den Planeten.

### Wiederkehrende Figuren

#### Bialar Crais
bis Staffel 3, Episode 21
Er ist ein Captain der Peacekeeper und startet einen Rachefeldzug gegen Crichton, dessen Raumfähre den Kampfflieger von Crais’ Bruder streifte und der beim darauffolgenden Zusammenstoß mit einem Asteroiden stirbt. Seine persönlich motivierte Jagd findet ein Ende, als er auf dem Aurora-Stuhl von Scorpius befragt wird: dabei kommt der Mord an seinem zweiten Offizier zu Tage, den er verübte, um seine wahren Gründe für die Verfolgung von Crichton vor den Peacekeepern geheim zu halten. Um der Hinrichtung zu entgehen, flieht er später an Bord von Moya.
Auch als er akzeptiert, dass der Tod seines Bruders ein Unfall gewesen ist und er auf die Crew der Moya angewiesen ist, bleibt das Verhältnis angespannt.
Auf Moya entwickelt er ein zunehmendes Interesse für Talyn, dessen Vertrauen er gewinnen kann und schließlich mit ihm alleine davonfliegt. Er steuert Talyn über ein neurales Interface und kann eine ähnliche Kontrolle ausüben wie es Piloten möglich ist, sich jedoch nicht immer gegen sein Schiff durchsetzen. Er trifft wieder auf die Crew von Moya, als Talyn auf einen Hilferuf seiner Mutter reagiert. Crais willigt ein, mit Talyn die Peacekeeper lange genug von der schwer beschädigten Moya abzulenken, bis sie wieder repariert bzw. geheilt werden kann. Bei einem überstürzten Aufbruch muss er eine Zeit lang mit Aeryn, Stark und Crichton an Bord reisen.
Als abzusehen ist, dass Crichton’s Sabotage an Scorpius Wurmlochforschung nicht erfolgreich sein wird, schlägt Crais vor, Scorpius’ Forschungsschiff durch Talyn zerstören zu lassen, indem sie innerhalb des Schiffes auf Stellarbeschleunigung gehen. Er stirbt zusammen mit Talyn.

#### Talyn
ab Staffel 1, Episode 10, bis Staffel 3, Episode 22
Talyn ist Moyas Sohn und der erste Leviathan, der als Kriegsschiff und somit bewaffnet geboren wurde. Da er immer gewalttätiger und paranoider wird und eines Tages selbst seine Mutter Moya grundlos angreift, willigt er in den Plan ein, der in seiner Zerstörung mündet. Er stirbt zusammen mit Crais.

#### Scorpius
ab Staffel 1, Episode 19
Er ist ein scarranisch-sebazianischer Hybrid und hegt einen großen Hass auf die Scarraner, weil seine sebazianische Mutter von seinem scarranischen Vater gefoltert und vergewaltigt wurde. Aus dieser Verbindung geboren, muss er einen speziellen Anzug tragen, um seine Körpertemperatur zu halten, da Scarraner eine hohe Körpertemperatur erzeugen können, Sebazianer aber keine Hitze lange ertragen können. Als Leiter eines Forschungsprojektes für neue Waffentechnologien will er mit diesem Wissen Waffen gegen die Scarraner entwickeln, worauf eine unerbittliche Jagd auf Crichton beginnt und er nicht vor Folter und Mord zurückschreckt.

### Sprache
In Farscape wurde auf die Darstellung der Sprache besonderen Wert gelegt. Zum einen werden viele künstliche Wortschöpfungen verwendet, um für Menschen unbekannte Dinge zu benennen. Es werden auch eigene Maßeinheiten verwendet, beispielsweise „Arn“ (etwa 1 Stunde) oder „Henta“ (etwa 1 Zentimeter).
Das künstliche Vokabular dient aber auch dazu, raue und pejorative Sprache für den australischen und nordamerikanischen Zuschauer unzensiert darstellen zu können. Die Wörter „dren“ und „frell“ werden so häufig benutzt, dass ihre Bedeutung schnell klar wird; andere Neuschöpfungen ersetzen – im Kontext leicht erkennbar – bekannte Schimpfwörter für Personen oder Vorgänge.
Durch die Idee biologischer „Übersetzermikroben“ konnte das Sprachenproblem gelöst werden. Während in vielen anderen SciFi-Universen technische Lösungen, Universalübersetzer oder Implantate etc. zum Einsatz kommen, werden bei Farscape diese Mikroorganismen jeder Figur, die sie noch nicht hat, in einer kleinen Nebenhandlung injiziert – John erhält sie gleich zu Beginn der Serie. Alle Rassen sprechen also in ihrer eigenen Sprache, die aber für alle anderen verständlich ist, so dass eine Hauptsprache ausreicht. Mit diesem Kunstgriff mussten die Produzenten der Serie keine Kunstsprachen vorsehen. Die somit durchgängig in der Sprache der jeweiligen Synchronisation gehaltenen Dialoge vermitteln dem Zuschauer eher ein „Mittendrin-Gefühl“ und fremde Sprachen müssen nicht, wie beispielsweise bei den Klingonen aus Star Trek, untertitelt werden. Der Zuschauer wird gelegentlich auf diesen Umstand hingewiesen, wenn beispielsweise aus dem Hörwinkel von neu eingeführten Figuren gezeigt wird, wie sich nach Injektion der Mikroben die Fantasiesprachen der übrigen Beteiligten innerhalb kurzer Zeit in für sie verständliche Worte verwandeln. Aeryn Sun versucht auf der Erde, Englisch zu lernen.
Das Konzept wurde während der Drehs weiter entwickelt und ist nicht einheitlich: Während in einer Episode der ersten Staffel die Außerirdischen auf einer aus Erinnerungen erzeugten Erde für normale Menschen in einer fremden Sprache sprechen, wurde dieser Umstand in der vierten Staffel außer Acht gelassen, als sich die Crew von Moya auf der richtigen Erde aufhält.
Eine weitere Besonderheit ist der Einsatz von zahlreichen englischen Dialekten und Sprachfärbungen, die in der Originalfassung die Atmosphäre einer fremden Umgebung zusätzlich unterstreichen. Die meisten Darsteller stammen aus Australien oder Neuseeland, Ben Browder dagegen ist gebürtiger US-Amerikaner. Viele Nebendarsteller und synchronisierte Puppen weisen ausgeprägte Dialekte auf. Diese Eigenschaft ging in der deutschen Synchronisation verloren.

## Veröffentlichung
Die Serie wurde in vier Staffeln von 1999 bis 2002 mit jeweils 22 Folgen für den Kabelsender SciFi-Channel produziert und ausgestrahlt. Sowohl in den USA als auch in Deutschland wurden die weitgehend unabhängigen Episoden 2 bis 7 der ersten Staffel in von den Produktionsnummern abweichenden und inhaltlich falschen Reihenfolgen ausgestrahlt.
Angekündigt waren fünf Staffeln, die Serie wurde aber am 6. September 2002 überraschend nach der vierten Staffel abgesetzt, um finanzielle Mittel für die Serie Stargate – Kommando SG-1 zu schaffen. Die Serie wurde vom Regisseur überraschend mit einem Cliffhanger beendet. Daraufhin setzten sich Fans auf der ganzen Welt für die Wiederaufnahme ein, wodurch im Dezember 2003 die Miniserie The Peacekeeper Wars aus unabhängigen finanziellen Quellen gedreht wurde. Darauf kaufte der Sender, der die Serie abgesetzt hatte, die Rechte an der Ausstrahlung. Am 17. und 18. Oktober 2004 wurde die Miniserie als Zweiteiler ausgestrahlt und bescherte dem Sender die besten Quoten, die er bis dahin hatte.
In Deutschland sendete SAT.1 ab Oktober 2000 die ersten beiden Staffeln und wiederholte sie unregelmäßig. Die Folgen der dritten Staffel wurden im frei empfangbaren deutschen Fernsehen erst ab 2010 vom Privatsender Anixe HD ausgestrahlt. Der österreichische Privatsender ATV sendete drei Staffeln in deutscher Sprache. Der über die Fernsehplattform von Premiere empfangbare Bezahlfernsehsender SciFi sendet wiederholt die ersten drei Staffeln der Serie zweisprachig, in deutsch und englischer Originalfassung, die vierte Staffel wurde dort nur einmal und nur mit englischem Originalton ausgestrahlt.
In der Miniserie, bestehend aus zwei Folgen, versuchte man, die Handlung einer kompletten Staffel zu erfassen, was zu einem vergleichsweise sehr gedrängten Handlungsverlauf führte, aber die Geschichte zu einem schlüssigen Ende brachte.

### Synchronisation
Obwohl bei der deutschen Synchronisation sehr viel Wert auf eine sinngemäß korrekte Übersetzung gelegt wurde, konnte sie jedoch nicht alle Aspekte der Originalversion exakt wiedergeben. John Crichton, mit der US-Pop-Kultur der 1970er und 1980er aufgewachsen, bezieht sich in Gesprächen oft auf Kinofilme und Fernsehserien seiner Jugend. Seine Gesprächspartner wissen damit auch meist nichts anzufangen.

### DVD und Blu-ray
Die ersten drei Staffeln und die Miniserie The Peacekeeper Wars sind in deutscher Sprache auf DVD und Blu-ray erhältlich. Die vierte Staffel wurde bisher nicht deutsch synchronisiert und ist daher nur in englischer Sprache mit deutschen Untertiteln auf Blu-ray verfügbar. Im Herbst 2024 erschien eine neue Gesamtbox der Serie auf Blu-ray. Dafür ist auch die vierte Staffel in deutscher Sprache synchronisiert worden.

## Besonderheiten und Rezeption
Eines der besonderen Merkmale ist die technische Umsetzung der Serie. Viele der auftretenden Außerirdischen wurden mit animatronischen Figuren dargestellt und weisen im Vergleich zur Computeranimation ein hohes Maß klassischer Theaterarbeit auf. Dadurch unterscheidet sich die Serie von anderen Genrevertretern, was letztendlich auch einen guten Teil ihres Charmes ausmacht. Im Gegensatz zu anderen Science-Fiction-Serien wie zum Beispiel Star Trek sind viele Außerirdische nicht-humanoid, was im Genre des Science-Fiction eher selten ist, zumal die Macher meist ein niedriges Budget zur Verfügung haben, und daher alle Außerirdischen mit Make-up als Menschen mit kleinen, anatomischen Veränderungen darstellen (zum Beispiel erhöhter Stirn, Geschwüren oder seltsamen Kopfformen). In dieser Hinsicht ist Farscape speziell, zumal viele außerirdische Wesen kein humanoides Verhalten an den Tag legen, sondern ihre eigenen Handlungsweisen besitzen.
Die Serie erhielt mehrheitlich gute Kritiken und wurde 2009 vom TV Guide zur viertbesten Kultshow gewählt.

## Trivia
- Die Rolle der Pa’u Zotoh Zhaan wurde in der dritten Staffel herausgeschrieben, weil die Schauspielerin Virginia Hey wegen des aufwendigen Ganzkörper-Make-ups gesundheitliche Bedenken hatte.
- Der Raum, in dem Scorpius mentaler Klon „Harvey“ am Ende von The Peacekeeper Wars stirbt, ist eine Anspielung auf Stanley Kubricks Film 2001: Odyssee im Weltraum.
- In der Folge 200 der Fernsehserie Stargate – Kommando SG-1 wird als Idee des Stargate-Charakters Vala Mal Doran für den Plot eines imaginären Films mit dem Titel Wurmloch extrem! eine kurze Parodie auf Farscape gezeigt, wobei Claudia Black als „Vala Mal Doran“ ihre angestammte Rolle der Aeryn Sun übernimmt, Ben Browder als „Lt. Col. Cameron Mitchell“ jedoch – auf eigenen Wunsch des Schauspielers hin – die Figur des Stark (ursprünglich Paul Goddard) porträtiert. Dessen eigentliche Rolle des John Crichton wiederum wird von Michael Shanks alias „Dr. Daniel Jackson“ dargestellt. Die Figur des Ka D’Argo wird passend von Christopher Judge alias „Teal’c“ verkörpert, und Amanda Tapping alias „Lt. Col. Samantha Carter“ spielt die Rolle der Chiana. Für die Figur des Rygel kommt folgerichtig die modifizierte Asgard-Puppe „Thor“ zum Einsatz. Am Ende der rund einminütigen Sequenz wird vom Regisseur gegenüber Claudia Black respektive Vala Mal Doran angemerkt, dass er keine Ahnung hat, was das ist.[2]
- Die Waffen der Peacekeeper besitzen eine starke Ähnlichkeit zum Sturmgewehr Steyr AUG, wenn dessen Lauf abgenommen wird.